# Liste de signes radiographiques associés à des affections cutanées
 (juin 2020).
De nombreuses affections directes ou indirectes du système tégumentaire humain ont des caractéristiques associées qui peuvent être décelées en effectuant une radiographie ou une tomodensitométrie de la personne affectée. 
| Découverte                                                                          | Affections                                                                       |
| ----------------------------------------------------------------------------------- | -------------------------------------------------------------------------------- |
| Osteopathia striata                                                                 | Syndrome de Goltz                                                                |
| Ostéopoïkilose                                                                      | Syndrome de Buschke–Ollendorff                                                   |
| Dysplasie fibreuse des os                                                           | syndrome de McCune–Albright                                                      |
| Ostéodystrophie                                                                     | Ostéodystrophie héréditaire d'Albright                                           |
| Chondrodysplasia punctata                                                           | Syndrome de Conradi–Hünermann                                                    |
| Dyschondroplasie                                                                    | Syndrome de Maffucci                                                             |
| Enchondrome                                                                         | Syndrome de Maffucci Maladie d'Ollier                                            |
| Phalanges touffetées                                                                | Dysplasie ectodermique hypohidrotique                                            |
| Achondroplasie                                                                      | Hypoplasie cartilagineuse                                                        |
| Élargissement métaphysaire                                                          | Syndrome des cheveux crépus de Menkes                                            |
| Éperons osseux longs                                                                | Syndrome des cheveux crépus de Menkes                                            |
| Absence de rotule                                                                   | Syndrome ongle-rotule                                                            |
| Subluxation radiale de la tête                                                      | Syndrome ongle-rotule                                                            |
| Cornes iliaques postérieures                                                        | Syndrome ongle-rotule                                                            |
| Calcification du disque intervertébral                                              | Alcaptonurie                                                                     |
| Déformation du fémur en forme de fiole d'Erlenmeyer                                 | Syndrome de Gaucher                                                              |
| Thymus absent                                                                       | Immunodéficience combinée sévère (SCID) Syndrome de DiGeorge Syndrome de Nezelof |
| ostéoporose                                                                         | Dystrophie sympathique réflexe                                                   |
| Arthrose                                                                            | Kyste myxoïde                                                                    |
| Exostose                                                                            | Syndrome de Protée                                                               |
| Scoliose                                                                            | Hystrix de l'ichtyose Neurofibromatose type 1 Syndrome de Protée                 |
| Radiolucence phalangienne distale                                                   | Incontinentia pigmenti                                                           |
| Rayon absent                                                                        | Syndrome de Rothmund-Thomson                                                     |
| Périostose des os longs                                                             | Pachydermopériostose                                                             |
| Calcifications « en voies de tramway »                                              | Syndrome de Sturge-Weber                                                         |
| Kyste de la mâchoire ostéogénique                                                   | Syndrome de Gorlin                                                               |
| Dysplasie des ailes sphénoïdes                                                      | Neurofibromatose type 1                                                          |
| Épiphyses pointillées                                                               | Syndrome de Conradi – Hünermann                                                  |
| Côte bifide                                                                         | Syndrome de Gorlin                                                               |
| Mélorhéostose                                                                       | Morphée linéaire                                                                 |
| Calcifications intracrâniennes bilatérales en forme de faucille des lobes temporaux | Protéinose lipoïde                                                               |